# Marianne Kleiner

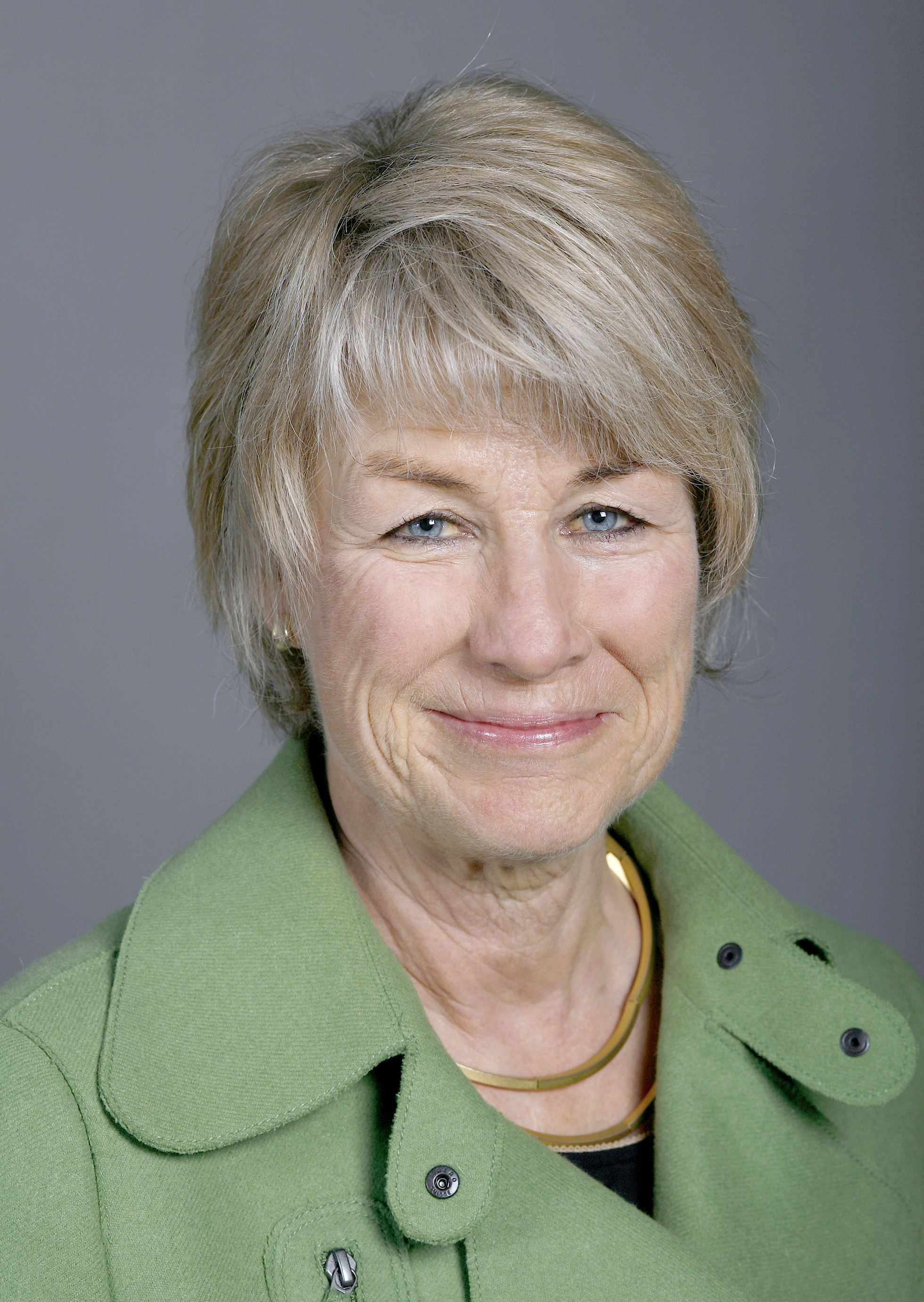
Marianne Kleiner

Marianne Kleiner-Schläpfer (* 29. Mai 1947 in Gossau) ist eine Schweizer Politikerin (FDP). Von 2004 bis 2005 war sie Präsidentin ad interim der Freisinnig-Demokratischen Partei der Schweiz und von 1997 bis 2000 die erste Regierungspräsidentin von Appenzell Ausserrhoden.

## Beruf und Familie
Marianne Kleiner erwarb ihr Psychologie-Diplom 1979 an der Hochschule für angewandte Psychologie in Zürich und absolvierte später Nachdiplomstudien in Personalmanagement und Psychotherapie. Ihr Spezialgebiet ist die psychologische Beratung in Führung, Kommunikation und Konfliktmanagement, an dem sie Dozentin und Projektleiterin war und momentan als selbständige Unternehmensberaterin tätig ist.
Kleiner ist verheiratet und hat zwei Kinder. Sie ist Bürgerin von Rorschacherberg, Kanton St. Gallen, und wohnt in Herisau, Kanton Appenzell Ausserrhoden.

## Kantonspolitikerin
Marianne Kleiner leitete von 1994 bis 2003 als Regierungsrätin die Finanzdirektion des Kantons Appenzell Ausserrhoden. Ihr Erfolg war die Sanierung der Kantonsfinanzen auch durch eine neu geschaffene Finanzaufsicht und die Totalrevision des Steuergesetzes. Im Finanzhaushaltsgesetz von 1995 wurde eine Schuldenbremse eingeführt. Im April 1997 wurde sie zur ersten Frau Landammann (Regierungspräsidentin) ihres Kantons gewählt, sie hatte dieses Amt bis 2000 inne.

## Bundespolitikerin
Seit den Parlamentswahlen 2003 war sie die erste Nationalrätin aus ihrem Kanton. Sie gehörte zuerst der Finanzdelegation an, dann wurde sie Mitglied der nationalrätlichen Finanzkommission (Subkommissionen VBS und EVD, teilweise als Präsidentin) sowie der Kommission für soziale Sicherheit und Gesundheit (Subkommissionen AHV und Familienpolitik). Kleiner setzt sich dabei für gesundes Wirtschaftswachstum und gegen steigende Steuern ein und befürwortet eine familienfreundliche und ressourcenbewusste bürgerliche Politik.
2011 gab Marianne Kleiner bekannt, dass sie für die Nationalratswahlen 2011 auf eine Kandidatur verzichtet.

## Parteiämter
1998 wurde Marianne Kleiner Vizepräsidentin der FDP Schweiz. Sie übernahm 2004 für ein Jahr das Parteipräsidium ad interim, als Rolf Schweiger gesundheitsbedingt zurücktrat. Nach der Wahl von Fulvio Pelli zum Präsidenten blieb sie bis 2006 Vizepräsidentin der schweizerischen Partei. Kleiner war Vorstandsmitglied der FDP-Bundeshausfraktion (ab 2003) und der Ausserrhoder FDP.